# 张刚
张刚（1935年—2006年），原名张文凯，祖籍满洲，江西南昌人。国家一级导演。
张刚于1950年代开始从事艺术工作，任江西话剧团演员。文革前曾编写话剧《八一风暴》，首次将周恩来的形象搬上舞台。其后又编写《劳工万岁》，首次将刘少奇的形象搬上舞台。文革期间因此受到打击。1974年根据《八一风暴》创作《洪城第一枪》，打破样板戏的说教。文革结束后，他于1980年任江西电视台编剧，编写剧本《女大当婚》和《五号机要员》。1982年，在江西电影制片厂编导了处女作《悔恨》。1983年创作阿满系列喜剧的第一部影片《愁眉笑脸》。1984年拍摄的《五号机要员》创下了当时国内电影市场卖座纪录。1985年起成立南昌电影电视剧创作研究所，任所长兼导演，成为中国首位独立制片人。
20多年来，张刚拍摄了25部阿满系列电影，是中国目前持续时间最长的电影系列。他也被称作“阿满之父”。“阿满”这一喜剧形象有中国“寅次郎”之称。他在去世前刚刚完成了第25部阿满系列作品《风流羊角镇》。他一共编剧33部并导演了31部影片，因其电影部部都赚钱，从未亏过本，被当时电影界称之为“张刚现象”。
此外，他还拍摄了多部受到观众好评的电视剧作品，如大型戏剧系列片《聊斋》、《王保长歪传》、《王保长后传》等。而原本打算于2006年拍摄一部《王保长后传》的续集则成为了遗愿。
张刚因晚期肝硬化导致食道破裂于2006年1月13日凌晨2时30分在南昌逝世。追悼会于1月17日上午8点30分在南昌殡仪馆举行。